# بهاء (اسم)
بهاء هو اسم علم مذكر من أصل عربي، ومعناه هو: مصدر بهى بمعنى: حسن، وظرف، والبهاء الحسن الجم، الظرف اللمعان.
وقد يقولون بهاء الدين إذا أريد أن يكون الاسم دينيًا او ينسبون اليه فيقولون بهائي، علمًا أن البهائي نسبة إلى الديانة البهائية ونبيهم بهاء الله وقبره في عكا.

## الأصل اللغوي
يعود اصل كلمة "بهاء" الى بَهوَ، بَهِئَ، وبَهَى. والتي تعني باللغة العربية: الجمال والحسن والإشراق المنقطع النظير.

## شخصيات تحمل الاسم
- بهاء الدين أبو شقة (سياسي مصري)
- بهاء الله (مؤسس الديانة البهائية)
- بهاء الدين الحريري  (1966 – )
- بهاء الدين النقشبند (1318[4] – 1389[4])
- بهاء الدين بن شداد (5 مارس 1145 – 8 نوفمبر 1234)
- بهاء الدين حسام زادة (معلم، عالم الاجتماعي، صحفي، كاتب وشاعر إيراني، 1899 – 27 نوفمبر 1969)
- بهاء الدين محمد الندوي (22 أبريل 1951 – )
- بهاء طاهر (كاتب مصري، 1935[5][6] – )
- بهاء عبد الرحمن (لاعب كرة قدم أردني، 5 يناير 1987[7] – )
- بهاء فيصل (لاعب كرة قدم أردني، 30 مايو 1995[8] – )
- بهاء موسى (1977 – 2003)
- بهاء أبو العطا
- بهاء الأعرجي
- بهاء الحريري
- بهاء الدين أحمد حسين العقاد
- بهاء الدين أكرمي الندوي
- بهاء الدين بن حنا
- بهاء الدين بخاري
- بهاء الدين بساط
- بهاء الدين بن النحاس
- بهاء الدين حيدر الآملي
- بهاء الدين زكريا
- بهاء الدين سام الأول
- بهاء الدين سام الثالث
- بهاء الدين شاكر
- بهاء الدين شرف
- بهاء الدين شرم
- بهاء الدين طغرل
- بهاء الدين طليبة
- بهاء الدين علال
- أحمد بهاء الدين عطية
- بهاء الدين قراقوش
- بهاء الدين محمد عبد الله
- بهاء الدين نوري الشرواني
- بهاء الدين الإربلي
- بهاء الدين الإخميمي
- الأبشيهي
- بهاء الدين البغدادي
- بهاء الدين الجندي
- بهاء الدين الراوي
- بهاء الدين الرواس
- بهاء الدين السنجاري
- بهاء الدين السبكي
- بهاء الدين الطود
- بهاء الدين محمد
- بهاء الدين المقدسي
- بهاء الدين النقشبندي
- بهاء الغرايبة
- بهاء الفرا
- بهاء الليثي
- بهاء ثروت
- بهاء جغل
- البهاء زهير
- بهاء سلطان
- بهاء طوقان
- بهاء عبد المجيد
- بهاء عبد الحميد
- بهاء مجدي
- بهاء مصاروة

## وصلات خارجية
- موسوعة السلطان قابوس لأسماء العرب